# Conclave del 1159
Il conclave del 1159 venne aperto a seguito del decesso di papa Adriano IV, durò dal 4 al 7 settembre 1159 e si concluse con una doppia elezione, la quale portò ad un vero e proprio scisma, che durò fino al 1178. Il gruppo maggioritario di cardinali elesse il cardinale senese Rolando Bandinelli, che prese il nome di papa Alessandro III, ma un altro gruppo minoritario di cardinali non lo riconobbe, eleggendo Ottaviano de' Monticelli che prese il nome di Vittore IV. Una situazione analoga si era già verificata in occasione del conclave del 1130, allorché una divisione insanabile fra due correnti del Sacro Collegio portò alla duplice elezione del cardinale Gregorio Papareschi, che prese il nome di papa Innocenzo II, e del cardinale Pietro Pierleoni, che prese il nome di papa Anacleto II, creandosi così un vero e proprio scisma. Questo venne ricomposto solo otto anni dopo, con la morte di Anacleto e la rinuncia del suo successore.
Lo scisma questa volta ebbe origine dalle tensioni crescenti all'interno del Sacro Collegio riguardo alla politica estera della Santa Sede. Gli Stati pontifici erano allora una specie di stato-cuscinetto fra le due potenze europee, il Sacro Romano Impero ed il normanno Regno di Sicilia. Nel periodo successivo al concordato di Worms del 1122, il papato fu più favorevole all'Impero che ai Normanni, ma durante il pontificato di Adriano IV quest'alleanza si ruppe a causa del mancato rispetto, da parte dell'imperatore Federico Barbarossa, dei termini del trattato di Costanza del 1153, che gl'imponevano di aiutare il papa a ristabilire la sua autorità in Roma, condotta da un governo comunale, ed alcuni altri territori soggetti al potere pontificio, che tuttavia cadevano sotto il controllo del re di Sicilia.
In questa circostanza Adriano IV decise di rompere l'alleanza con l'imperatore e rappacificarsi con Guglielmo I di Sicilia, sottoscrivendo il Trattato di Benevento (1156). Negli anni seguenti crebbe la tensione fra il papato e l'impero del Barbarossa (es. la disputa alla dieta di Besançon nel 1157). Federico allora tentò, con successo, di rafforzare la sua influenza sulla Chiesa di Germania. Il cambiamento d'indirizzo della politica estera pontificia produsse una frattura all'interno del Sacro Collegio, i cui componenti si suddivisero in sostenitori ed avversari della nuova politica estera, i quali non furono in grado di raggiungere un compromesso sul successore di Adriano IV.
L'elezione del 1159 ebbe anche conseguenze sul piano del diritto. Fino a quella data l'elezione di un nuovo pontefice richiedeva, per essere valida, l'espressione unanime a suo favore dei cardinali elettori, il che portò allo scisma allorché l'unanimità si palesò impossibile da raggiungere. Nel futuro Concilio Lateranense III, tenutosi esattamente venti anni dopo, venne promulgato il canone detto Licet de evitanda discordia, che previde la possibilità di eleggere un pontefice a maggioranza di almeno due terzi, qualora si rivelasse impossibile la convergenza unanime sul nome di un candidato.

## Decesso di Adriano IV
Papa Adriano IV morì il 1º settembre 1159. Temendo egli un possibile scisma, poco prima di morire raccomandò ai cardinali di eleggere come suo successore il cardinale Bernardo di Porto.

## Elenco dei partecipanti
Vi erano 31 cardinali nel settembre 1159. Pare che uno di essi non abbia partecipato all'elezione, cosicché il numero di cardinali-elettori si ridusse a 30.. John Paul Adams riporta una lista di 31 partecipanti, includendo anche il cardinale Milo, che risulterebbe essere una delle ultime creazioni cardinalizie di Adriano IV invece che del neoeletto Alessandro III nel concistoro del 1160.
| Nome                                              | Paese               | Corrente        | Titolo cardinalizio                                                   | Ruolo                                                                            | Nascita  | concistoro  |
| ------------------------------------------------- | ------------------- | --------------- | --------------------------------------------------------------------- | -------------------------------------------------------------------------------- | -------- | ----------- |
| Imarus di Frascati, O.S.B.Cluny                   | Regno di Francia    | "Imperiale"     | Cardinale vescovo di Frascati                                         | Decano del Sacro Collegio                                                        | 1100 ca. | 13/03/1142  |
| Gregorio della Suburra                            | Stato Pontificio    | "Siciliano"     | Cardinale vescovo di Sabina                                           | Suddiacono del Sacro Collegio                                                    |          | 01/03/1140; |
| Ubaldo Allucingoli                                | Repubblica di Lucca | "Siciliano"     | cardinale vescovo di Ostia e di Velletri                              | Futuro papa Lucio III (1181–85)                                                  | 1097 ca. | 16/12/1138  |
| Giulio di Palestrina                              | Stato Pontificio    | "neutrale"      | Cardinale vescovo di Palestrina                                       |                                                                                  |          | 19/05/1144  |
| Bernardo di Porto, Can.Reg.                       |                     | "Siciliano"     | Cardinale vescovo di Porto e Santa Rufina                             | Arciprete della Basilica Vaticana; raccomandato da papa Adriano IV ma non eletto |          | 22/12/1144  |
| Gualtiero II di Albano, Can.Reg.                  |                     | "Siciliano"     | Cardinale vescovo di Albano                                           |                                                                                  |          | 19/12/1158  |
| Ubaldo Caccianemici, Can.Reg.                     | Bologna             | "Siciliano"     | Cardinale presbitero di S. Croce in Gerusalemme                       | Cardinale protoprete; Cardinal-nipote (?)                                        |          | 19/05/1144  |
| Ottaviano dei Crescenzi Ottaviani                 | Stato Pontificio    | "Imperiale"     | Cardinale presbitero di S. Cecilia                                    | eletto antipapa con il nome di Vittore IV                                        | 1095     | 25/02/1138  |
| Astaldo degli Astalli                             | Stato Pontificio    | "neutrale"      | Cardinale presbitero di S. Prisca                                     |                                                                                  |          | 17/12/1143  |
| Guido da Crema                                    | Crema               | "Imperiale"     | Cardinale presbitero di S. Maria in Trastevere                        | Futuro Antipapa Pasquale III (1164–68)                                           | 1110 ca. | 21/09/1145  |
| Rolando Bandinelli                                | Repubblica di Siena | "Siciliano"     | Cardinale presbitero di S. Marco e Cancelliere di Santa Romana Chiesa | Cancelliere di Santa Romana Chiesa; Eletto Papa                                  | 1100 ca. | 22/09/1150  |
| Giovanni Gaderisio, Can.Reg.                      | Regno di Sicilia    | "Siciliano"     | Cardinale presbitero di S. Anastasia                                  |                                                                                  |          | 22/09/1150  |
| Giovanni da Sutri                                 | Stato Pontificio    | "neutrale"      | Cardinale presbitero dei SS. Giovanni e Paolo                         |                                                                                  |          | 21/02/1152  |
| Errico Moricotti, O.Cist.                         | Repubblica di Pisa  | "neutrale"      | Cardinale presbitero dei SS. Nereo e Achilleo                         | Abate del monastero di San Vincenzo ed Atanasio alle Tre Fontane                 |          | 21/02/1152  |
| Giovanni Morrone                                  | Repubblica di Pisa  | "Imperiale"     | Cardinale presbitero dei SS. Silvestro e Martino ai Monti             |                                                                                  |          | 23/05/1152  |
| Ildebrando Grassi, Can.Reg.                       | Bologna             | "Siciliano"     | Cardinale presbitero dei SS. XII Apostoli                             | Amministratore apostolico emerito della Diocesi di Modena                        |          | 23/05/1152  |
| Bonadies de Bonadie                               | Stato Pontificio    | "neutrale"      | Cardinale presbitero di S. Crisogono                                  |                                                                                  |          | 21/12/1156  |
| Alberto di Morra, Can.Reg.Praem.                  | Stato Pontificio    | "neutrale"      | Cardinale presbitero di S. Lorenzo in Lucina                          | "Futuro Papa Gregorio VIII (1187)"                                               | 1107 ca. | 21/12/1156  |
| Guglielmo Marengo, O.Cist.                        | Pavia               | "Imperiale" (?) | Cardinale presbitero di S. Pietro in Vincoli                          |                                                                                  |          | 14/03/1158  |
| Odone Fattiboni                                   | Stato Pontificio    | "Siciliano"     | Cardinale diacono di S. Giorgio in Velabro                            | Cardinale protodiacono                                                           |          | 04/03/1132  |
| Rodolfo di Santa Lucia                            | Stato Pontificio    | "neutrale"      | Cardinale diacono di S. Lucia in Septisolio                           |                                                                                  |          | 17/12/1143  |
| Giacinto Bobone                                   | Stato Pontificio    | "neutrale"      | Cardinale diacono di S. Maria in Cosmedin                             | "Futuro Papa Celestino III (1191–98)"                                            | 1106 ca. | 22/12/1144  |
| Ottone da Brescia                                 | Brescia             | "Siciliano"     | Cardinale diacono di S. Nicola in Carcere Tulliano                    | Legato pontificio in Lombardia                                                   |          | 21/02/1152  |
| Ardicio Rivoltella                                | Milano              | "Siciliano"     | Cardinale diacono di S. Teodoro                                       | Rettore della Chiesa di Benevento                                                | 1105 ca. | 21/12/1156  |
| Boso Breakspear, Can. Reg. di Santa Maria in Reno | Regno d'Inghilterra | "Siciliano"     | Cardinale diacono dei SS. Cosma e Damiano                             | Camerlengo di Santa Romana Chiesa; prefetto di Castel Sant'Angelo                | 1110 ca. | 21/12/1156  |
| Simeone Borelli, O.S.B.Cas.                       | Regno di Sicilia    | "Imperiale"     | Cardinale diacono di S. Maria in Domnica                              | Abate di Subiaco                                                                 |          | 02/1157     |
| Cinzio Papareschi                                 | Stato Pontificio    | "Imperiale" (?) | Cardinale diacono di S. Adriano al Foro                               | Noto anche come Cinzio Capellus                                                  |          | 14/03/1158  |
| Pietro di Miso                                    | Stato Pontificio    | "Siciliano"     | Cardinale diacono di S. Eustachio                                     |                                                                                  |          | 14/03/1158  |
| Raymond des Arènes                                | Regno di Francia    | "Imperiale"     | Cardinale diacono di S. Maria in Via Lata                             | "Scriptor" apostolico                                                            |          | 14/03/1158  |
| Giovanni dei conti di Anagni                      | Stato Pontificio    | "neutrale"      | Cardinale diacono di S. Maria in Portico Octaviae                     |                                                                                  | 1120 ca. | 19/12/1158  |

## Cardinali assenti
| Elettore                           | Paese             | Corrente | Titolo cardinalizio                              | Ruolo                 | Data di Nascita | COncistoro |
| ---------------------------------- | ----------------- | -------- | ------------------------------------------------ | --------------------- | --------------- | ---------- |
| Rainaldo di Collemezzo, O.S.B.Cas. | Ducato di Spoleto | neutrale | Cardinale presbitero dei SS. Marcellino e Pietro | Abate di Montecassino | 1110 ca.        | 01/03/1140 |

Altra fonte indica una composizione dell'assemblea elettrice leggermente diversa, traendo il dato da una vecchia opera di Alfonso Chacón, Vitae et res gestae Pontificum Romanorum et S. R. E. Cardinalium, Roma, 1677.
Chacón include due cardinali-diaconi in più fra gli elettori di Vittore IV: Gregorio, cardinale diacono dei Santi Vito e Modesto e Guglielmo, arcidiacono di Pavia, la cui diaconia viene definita ignota (Guglielmo non è tuttavia menzionato fra i cardinali presenti nel sito citato). Tuttavia essi non sottoscrissero alcuna bolla pontificia, i loro nomi non sono citati nel manifesto del partito imperiale dell'ottobre 1159 e nulla si sa di essi tranne la loro presunta partecipazione a questo conclave, cosicché appare dubbio che essi siano mai stati nominati cardinali, così come dubbia pare anche la loro esistenza.
La stessa fonte include, fra i cardinali assenti ma favorevoli ad Alessandro III, certo Giovanni, napoletano, cardinale diacono (di cui però non è definita la diaconia) che sarebbe stato nominato tale da papa Adriano IV nel concistoro del dicembre 1155, e sarebbe deceduto verso il 1180.

## Divisioni nel Sacro Collegio

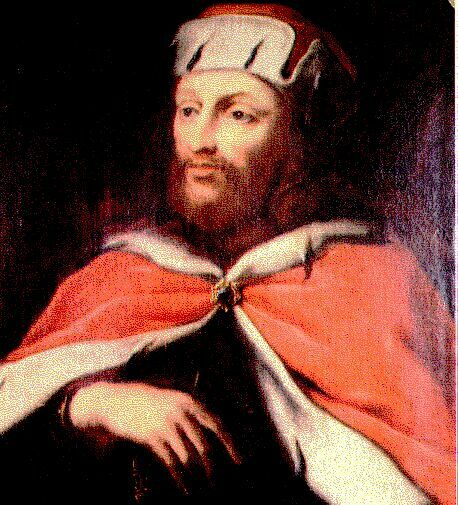
Ottone di Wittelsbach, inviato imperiale a Roma e supposto alleato della cospirazione cardinalizia pro-impero.

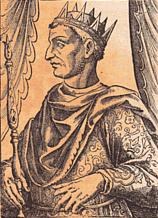
Re Guglielmo I di Sicilia.

Il Collegio cardinalizio era diviso in due correnti: il cosiddetto partito dei "Siciliani", guidato dal cardinale Rolando Bandinelli e dal camerlengo Boso Breakspear, che approvava la politica pro-siciliani di papa Adriano IV, e il cosiddetto partito degli "Imperiali", condotto dal cardinale Ottaviano dei Crescenzi Ottaviani, che non condivideva tale politica, parteggiando invece per l'Impero. Naturalmente vi era un certo numero di porporati che potevano considerarsi neutrali fra le due correnti.
È noto che il cosiddetto partito dei "Siciliani" contasse tredici cardinali, mentre quello degli "Imperiali" poteva contarne nove (vedi sopra). Ma solo sei cardinali possono essere effettivamente identificati come membri del partito degli "Imperiali": Ottaviano di S. Cecilia, Giovanni dei SS. Silvestro e Martino, Guido di S. Maria in Trastevere, Imaro di Frascati, Raimondo di S. Maria in Via Lata e Simeone di S. Maria in Domnica. Guglielmo di S. Pietro in Vincoli era probabilmente il settimo. Forse il cardinale Cinzio di S. Adriano apparteneva anche lui a questa corrente. I rimanenti dieci cardinali erano neutrali.
Si ritiene che entrambe le correnti si fossero in qualche modo preparate all'elezione nell'ultimo mese di vita di Adriano IV, sebbene questi tentativi siano noti solo dalle dichiarazioni ostili prodotte per scopi polemici durante il successivo scisma ed è impossibile verificarne l'attendibilità. Entrambe le parti si accusavano l'un l'altra di cospirazione illegittima. I seguaci di Vittore IV accusavano i "Siciliani" di venire corrotti da Guglielmo I di Sicilia e dalle città antimperiali di Brescia, Milano e Piacenza. Essi ostentarono un giuramento di non votare alcuno al di fuori della loro cerchia. Da parte loro i "Siciliani" accusavano gli "Imperiali" di complottare con l'inviato imperiale Ottone di Wittelsbach, Duca di Baviera, che era presente a Roma al momento dell'elezione e dava aperto sostegno a Vittore IV nell'assumere il controllo del Patrimonio di San Pietro. È noto che i laici seguaci del cardinale Ottaviano dei Crescenzi Ottaviani, che era imparentato con la potente famiglia dei conti di Tuscolo, erano pronti ad un confronto armato a Roma. Evidentemente, nessuno dei due partiti era disposto ad un compromesso.

## Procedimenti

### Elezione di Alessandro III
I cardinali si riunirono in assemblea nella Basilica Vaticana il 4 settembre, tre giorni dopo la morte di Adriano IV. Essi decisero che, secondo l'uso, l'elezione valida avrebbe dovuto essere quella che esprimeva l'unanimità dei consensi sul candidato prescelto.
Pare che la candidatura del cardinale Bernardo di Porto, raccomandato da Adriano IV come accettabile per entrambe le correnti, non sia mai stata proposta. Ciascuno dei due partiti propose un candidato che l'altro partito non avrebbe mai accettato: il partito degli "Imperiali" propose il cardinale Ottaviano dei Crescenzi Ottaviani, mentre quello dei "Siciliani" propose il cancelliere Rolando Bandinelli. I cardinali discussero tre giorni senza giungere ad alcun compromesso, tuttavia il partito dei "Siciliani" riuscì ad ottenere il consenso sul suo candidato anche dai cardinali neutrali e probabilmente riuscì anche a "staccare" qualcuno dalla parte avversa. Il quarto giorno (7 settembre), il cardinale Rolando Bandinelli venne proclamato papa dai "Siciliani" e prese il nome di papa Alessandro III, nonostante l'unanimità degli elettori sul suo nome non fosse stata raggiunta ed alcuni cardinali si opponessero ancora alla sua candidatura.
Secondo il manifesto del partito favorevole ad Alessandro III, dell'ottobre 1159, ed un conteggio del cardinale Boso Breakspear, quel giorno il cardinal Rolando Bandinelli avrebbe ricevuto i voti di tutti i cardinali presenti, con la sola esclusione di tre di loro: Ottaviano dei Crescenzi Ottaviani, Giovanni Morrone e Guido di Crema. Allora i sostenitori di Rolando riconobbero che «Pareva inopportuno che […] la Sede Apostolica […] dovesse rimanere ancora priva di guida a causa della litigiosità dei suddetti uomini.» D'altro canto il partito opposto sosteneva che Ottaviano aveva ancora nove voti e che il partito dei "Siciliani", decidendo a maggioranza, semplicemente aveva violato la regola dell'unanimità, richiesta per la validità dell'elezione.
Comunque, si ritiene che la versione dei cardinali imperiali sia meno attendibile di quella del partito di Alessandro III, anche se quest'ultima può non essere così precisa; basandosi sulle firme dei manifesti delle due parti emessi subito dopo l'elezione, è possibile arguire che almeno 23 elettori votarono per il cardinale Rolando Bandinelli e non più di sei gli si opposero. (Questo numero non comprende il neoeletto).

### Elezione di Vittore IV
Gli elettori del cardinale Bandinelli, subito dopo averlo proclamato papa, tentarono di fargli indossare il manto purpureo che simbolizza l'assunzione dell'autorità papale, ma allora l'elezione entrò in una fase tumultuosa. Il cardinale Ottaviano dei Crescenzi Ottaviani strappò il manto dalle spalle di Alessandro III e le sue bande armate fecero irruzione nella Basilica. Alessandro III ed i suoi sostenitori fuggirono nella cittadella di San Pietro, controllata dal cardinale Boso Breakspear, della quale era governatore. In loro assenza i pochi cardinali rimasti elessero papa il cardinale Ottaviano dei Crescenzi Ottaviani e lo incoronarono come papa Vittore IV. L'esatto numero di questi elettori non è noto, ma ci sono buone ragioni per credere che esso ammontasse a sei, compreso lo stesso neoeletto Ottaviano dei Crescenzi Ottaviani, poiché nel mese seguente solo cinque cardinali sottoscrissero il manifesto in suo favore.
È possibile che qualche cardinale in più abbia partecipato a questa elezione, ma se fosse stato così, questi si sarebbero presto allineati ad Alessandro III.

### Consacrazione di Alessandro III
Papa Alessandro III rimase nella cittadella fino a che non fu liberato e scortato fuori Roma da Odo Frangipane ed il 18 settembre egli venne finalmente vestito con il manto purpureo. Il 20 settembre, nel piccolo comune di Ninfa, a sud-est di Velletri, egli venne consacrato vescovo di Roma dal cardinale Ubaldo Allucingoli, vescovo di Ostia e di Velletri, e incoronato dal cardinale Odone Bonecase, cardinale protodiacono della diaconia di S. Giorgio in Velabro.
Il 27 settembre egli scomunicava Vittore IV ed i suoi sostenitori.

### Consacrazione di Vittore IV
Vittore IV venne consacrato il 4 ottobre nell'Abbazia di Farfa dal cardinale vescovo Imaro di Frascati, Decano del Sacro Collegio, assistito dai vescovi Ubaldo di Ferentino e Riccardo di Melfi.
Con l'appoggio di Ottone di Wittelsbach e delle sue truppe, egli prese in breve il controllo di Roma e del patrimonio di San Pietro, mentre Alessandro III si rifugiava dapprima nel Regno di Sicilia e successivamente in Francia.

### Manifesti delle due correnti nell'ottobre 1159
Entrambi i rivali, con i loro seguaci, difendevano la legalità delle loro elezioni. Nell'ottobre del 1159 i cardinali delle due obbedienze stesero i manifesti per l'Imperatore Federico in favore dei loro singoli eletti. Il manifesto dei seguaci di Alessandro III venne sottoscritto da 23 cardinali, mentre quello in favore di Vittore IV, solo da 5. I seguaci di Vittore IV riconoscevano di essere in minoranza, giustificando il loro comportamento con il fatto che la corrente opposta aveva violato la regola dell'unanimità e che quindi l'elezione di Alessandro non era valida. La corrente opposta sosteneva che il principio dell'unanimità era stato violato dalla condotta ostruzionista di tre cardinali della corrente imperiale, che si erano ostinatamente rifiutati di riconoscere il candidato scelto dalla maggioranza del Sacro Collegio.

### Divisione finale de Sacro Collegio nell'ottobre 1159
| Obedienza di Alessandro III | Obedienza di Vittore IV |
| --- | --- |
| 1. Gregorio della Suburra, cardinale vescovo di Sabina e decano del Sacro Collegio 2. Ubaldo Allucingoli, cardinale vescovo di Ostia e di Velletri 3. Giulio, cardinale vescovo di Palestrina 4. Bernardo, Can.Reg., cardinale vescovo di Porto e S. Rufina e arciprete della Basilica Vaticana 5. Gualtiero, Can.Reg., cardinale vescovo di Albano 6. Ubaldo Caccianemici, Can.Reg., Cardinale protopresbitero di S. Croce in Gerusalemme 7. Rainaldo di Collemezzo, O.S.B.Cas., cardinale presbitero dei SS. Marcellino e Pietro e abate di Montecassino 8. Astaldo degli Astalli, cardinale presbitero di S. Prisca 9. Giovanni da Sutri, cardinale presbitero dei SS. Giovanni e Paolo 10. Errico Moricotti, O.Cist., cardinale presbitero dei SS. Nereo ed Achilleo 11. Ildebrando Grassi, Can.Reg., cardinale presbitero dei SS. XII Apostoli 12. Giovanni Gaderisio, Can.Reg., cardinale presbitero di S. Anastasia 13. Bonadies de Bonadie, cardinale presbitero di S. Crisogono 14. Alberto di Morra, Can.Reg., cardinale presbitero di S. Lorenzo in Lucina 15. Guglielmo Marengo, cardinale presbitero di S. Pietro in Vincoli 16. Odone Bonecase, cardinale protodiacono di S. Giorgio in Velabro 17. Rodolfo, cardinale diacono di S. Lucia in Septisolio 18. Giacinto Bobone, cardinale diacono di S. Maria in Cosmedin 19. Ottone da Brescia, cardinale diacono di S. Nicola in Carcere 20. Ardicio Rivoltella, cardinale diacono di S. Teodoro 21. Boso, Can.Reg., cardinale diacono dei SS. Cosma e Damiano 22. Cinzio Capellus, cardinale diacono di S. Adriano 23. Pietro di Miso, cardinale diacono di S. Eustachio 24. Giovanni dei conti di Anagni, cardinale diacono di S. Maria in Portico | 1. Imaro, O.S.B.Cluny, cardinale vescovo di Frascati e decano del Sacro Collegio 2. Guido di Crema, cardinale presbitero di S. Maria in Trastevere 3. Giovanni Morrone, cardinale presbitero dei SS. Silvestro e Martino 4. Raimondo di Nimes, cardinale diacono di S. Maria in Via Lata 5. Simeone Borelli, O.S.B.Cas., cardinale diacono di S. Maria in Domnica e abate di Subiaco |

Simeone Borelli aderì all'obedienza di Alessandro III già alla fine del 1159. Raimondo di S. Maria in Via Lata fece altrettanto tra febbraio ed aprile 1160. Inoltre, alla fine del 1159, Vittore IV creò almeno tre nuovi cardinali-diaconi: Bernardo dei SS. Sergio e Bacco, Giovanni di Santa Maria in Aquiro e Lando di S. Angelo, mentre Alessandro III nominò il 18 febbraio 1160 il cardinale diacono Milo di S. Maria in Aquiro.

## Lo scisma
Entrambi i papi inviarono i loro legati presso i regni cattolici per assicurarsi il loro riconoscimento. Al concilio di Pavia nel febbraio 1160, l'imperatore Federico si espresse in favore di Vittore IV e l'episcopato dell'Impero lo seguì con la sola, significativa eccezione dell'arcivescovo di Salisburgo Eberhard I von Hilpolstein-Biburg, e quella dei suoi suffraganei.
Il re Valdemaro I di Danimarca diede il suo sostegno a Vittore IV, ma il primate di Danimarca, arcivescovo Eskilo di Lund, divenne sostenitore di Alessandro III. Pare che anche il Regno di Polonia sostenesse Vittore IV.
Il rimanente dell'Europa, cioè Regno di Francia, Regno d'Inghilterra, Regno di Spagna, Svezia, Norvegia, Regno di Scozia, Regno d'Ungheria, Regno di Sicilia ed i Territori latini d'Oltremare riconobbero Alessandro III come vero papa, ma anche in alcuni di questi Paesi vi erano significative minoranze episcopali o feudali favorevoli a Vittore IV. Lo scisma pontificio in Europa era quindi un fatto.
L'unità della Chiesa venne ripristinata solo 18 anni dopo, quando l'imperatore Federico Barbarossa e papa Alessandro III sottoscrissero il Trattato di Venezia (1º agosto 1177); poco dopo il papa pro-impero Callisto III (successore di Vittore IV) rinunciò al suo "pontificato", sottomettendosi ad Alessandro III (29 agosto 1178). Vittore IV ed i suoi successori Pasquale III (1164–68) e Callisto III (1168–78) vennero allora visti come antipapi dalla Chiesa Cattolica, mentre Alessandro III fu riconosciuto come legittimo successore di San Pietro.

## Conseguenze
L'elezione del 1159 ed il conseguente scisma evidenziarono la necessità di modificare le regole che riguardavano l'elezione del papa. Il canone Licet de evitanda discordia, stabilito dal Concilio Lateranense III nel 1179, dispose che in caso di mancato raggiungimento dell'unanimità di consensi del Collegio dei cardinali su un candidato, sarebbe stata egualmente valida l'elezione a maggioranza, purché questa fosse non inferiore ai due terzi degli elettori. Il Concilio confermò pure che, ai fini della elezione del pontefice, i tre Ordini di cardinalato (diaconi, presbiteri e vescovi) erano equivalenti. Tale disposizione abrogava formalmente il decreto del 1059 di papa Niccolò II In nomine Domini, che attribuiva ai soli cardinali vescovi il compito di eleggere il papa, spettando ai membri degli altri due ordini solo un compito di conferma, anche se di fatto l'eguaglianza fra i tre ordini nella scelta del pontefice era già stata attuata dal 1118, anche in assenza di una revoca formale del decreto di Niccolò II.